# Artem Vakhitov
Artem Olegovich Vakhitov (Prokópievsk, República Socialista Federativa Soviética de Rusia, Unión Soviética; 4 de abril de 1991) es un kickboxer y artista marcial mixto ruso que compite en la categoría de peso semipesado. Vakhitov es un dos veces Campeón Mundial de Peso Semipesado de Glory.
Comenzando en el Muay Thai a los once años de edad, Vakhitov empezó a tener relevancia debido a una exitosa carrera amateur ganando tres campeonatos mundiales y ganando el oro en World Combat Games el 2013 y la plata en 2010. Pasó a profesional en 2009 y firmó con Glory en 2013.
Desde diciembre de 2021, Vakhitov está posicionado como el mejor kickboxer de peso semipesado del mundo y como el #6 libra por libra según Combat Press.

## Primeros años
Artem Vakhitov nació en Prokópievsk el 4 de abril de 1991, y comenzó a entrenar artes marciales básicas bajo la tutela de su padre a la edad de cinco años antes de entrenar karate a los seis, que practicó durante cinco años. Se vio obligado a dejar el karate a los once años cuando su familia se mudó a otra parte de la ciudad, pero prontamente encontró el Kuzbass Muay Thai gym donde enfrentó bajo la tutela de Vitaly Miller y es compañero de entrenamiento de Artem Levin. Vakhitov tiene el reconocimiento de Maestro de los Deportes en Muay Thai, y es también un músico de música clásica.

## Carrera amaetur
Vakhitov obtuvo relevancia ganando los Campeonatos Rusos de IFMA a los 17 años. Luego de esto, ganaría los Campeonatos Rusos cuatro veces (2009, 2010, 2011 y 2013), los Campeonatos Europeos (2009, 2010, 2011 y 2012) y los Campeonatos Mundiales tres veces (2010, 2011 y 2012).
Ganó la medalla de plata en la división de -81 kg en World Combat Games de 2010, llevado a cabo en Beijing, China entre el 28 de agosto y el 4 de septiembre de 2010. Después de victorias por decisión unánime sobre Kim Olsen y Nurbolat Sengirov en los cuartos de final y en las semis respectivamente, perdió ante Simon Marcus por decisión dividida en la final.
Compitiendo en la división de -91 kg en World Combat Games de 2013 en San Petersburgo, Rusia entre el 18 y el 26 de octubre de 2013, Vakhitov derrotó a Dzianis Hancharonak por decisión en los cuartos de final, venció a Thomas Alizier por TKO y noqueó a Emidio Barone con rodillazos en la final para ganar la medalla de oro.

## Carrera de Kickboxing

### Carrera temprana
En su pelea pelea profesional, Vakhitov compitió en el torneo Souboj Titánů en Pilsen, República Checa el 21 de noviembre de 2009, llegó hasta la final donde enfrentó a Jiri Zak. La pelea fue declarada como un empate por la regulación de tres asaltos y fue un asalto extra. Žák terminó ganando la pelea por decisión de los jueces.
Al siguiente año, entró a Tatneft Cup 2010 en la división de at -80 kg. Tras derrotar a Saiseelek Nor-Seepun en la ronda de apertura el 31 de enero de 2010, y a Yordan Yankov en los cuartos de final el 30 de abril de 2010, ambos por decisión unánime, Vakhitov salió de la competencia cuando fue derrotado por su compañero de equipo Artem Levin en la semifinales el 29 de julio de 2010. Sin embargo, reingresó al torneo cuando Levin fue incapaz de pelear con Alexander Stetsurenko en la final debido a una lesión y Vakhitov fue seleccionado como su reemplazo. En una cerrada pelea el 20 de octubre de 2010, Vakhitov llegó al asalto extra con Stetsurenko antes de perder por decisión unánime.
Habiendo firmado con Muaythai Premier League, Vakhitov debutó en la promoción el 2 de septiembre de 2011, en Muaythai Premier League: Stars and Stripes en Long Beach, California, donde tuvo una revancha con Simon Marcus. Perdió la pelea por decisión unánime. Enfrentó a otro rival conocido en su segunda aparición en MPL, enfrentando a Jiri Zak en Muaythai Premier League: Blood and Steel en La Haya, Países Bajos el 6 de noviembre de 2011. Vengó su derrota por decisión unánime.
El 2 de diciembre de 2011, Vakhitov ganó su primer título como profesional, derrotando a Vando Cabral por TKO debido a un corte causado por un codazo en el tercer asalto en Battle of Champions 6 en Moscú, Rusia, para convertirse en el Campeón Europeo de Peso Semipesado de WMC.
Estaba programado para reemplazar a Artem Levin en una pelea con Joe Schilling por Campeonato Mundial Interino de Peso Semipesado de WBC Muaythai en Battle for the Belts en Bangkok, Tailandia el 9 de junio de 2012. Se retiró de la pelea por no ser capaz de dar el límite de peso de -79.3 kg y su lugar fue ocupado por Karapet Karapetyan.
Continuando subiendo de peso, Vakhitov derrotó a Alexander Oleynik por puntos en una pelea en -91 kg en Alpha Cup en Moscú el 18 de mayo de 2013. Fue la trilogía entre ambos, con Vakhitov derrotando a Oleynik dos veces previamente en su carrera amateur.

### Glory
Vakhitov firmó con Glory, compitiendo en la categoría de 95 kg. Dio una actuación impresionante en su primera pelea con Glory, logrando tirar Luis Tavares temprano en la pelea antes de finalizarlo con un golpe al hígado, en un poco más de un minuto del primer asalto en Glory 9 en New York City, New York, el 22 de junio de 2013.
Derrotó a Nenad Pagonis por decisión unánime en Glory 12 en New York City el 23 de noviembre de 2013.
Vakhitov derrotó a Igor Jurković por decisión unánime en Glory 16 en Broomfield, Colorado, el 3 de mayo de 2014. Tuvo una revancha con Dzianis Hancharonak en Monte Carlo Fighting Masters 2014 en Monte Carlo, Mónaco el 14 de junio de 2014, ganando por decisión unánime y ganando el Campeonato vacante de Peso Pesado de WMC.
Se esperaba que enfrentara a Andrei Stoica en Glory 20 el 3 de abril de 2014 pero Stoica se retiró por razones desconocidas, siendo reemplazado por Saulo Cavalari.  Vakhitov perdió la pelea por decisión dividida.
Vakhitov regresó a Glory 25 contra Danyo Ilunga y ganó la pelea por decisión unánime y ganó la oportunidad de tener una revancha con Saulo Cavalari por el Campeonato de Peso Semipesado de Glory.

#### Primer reinado titular de Peso Semipesado de Glory
Vakhitov tuvo una revancha con Saulo Cavalari en Glory 28. Ganó la pelea y el Campeonato de Peso Semipesado de Glory por decisión unánime.
Se anunció que Vakhitov defendería su título de peso semipesado contra el contendiente Zack Mwekassa en Glory 35 en Francia.  Vakhitov defendió su campeonato exitosamente y finalizó a Mwekassa tirándolo tres veces, ganando la pelea por TKO.
Como su segunda defensa titular, Vakhitov enfrentó a Saulo Cavalari en Glory 38. Dominó la pelea, ganando por TKO en el segundo asalto.
Vakhitov defendió su campeonato de peso semipesado por tercera vez contra Ariel Machado en Glory 47. Vakhitov tiró a Machado en el segundo asalto con patada a la cabeza, pero logró superar la cuenta de 10, Vakhitov continuó dominando a Machado y ganó la pelea por decisión unánime.
Se anunció que Vakhitov tendría una revancha contra Danyo Ilunga en Glory 56 como su cuarta defensa titular. Vakhitov ganó la pelea por decisión unánime. Durante la pelea por se lesionó la mano, lo que lo dejó fuera del ring por cerca de un año.
Vakhitov defendió su campeonato por quinta vez contra Donegi Abena en Glory 66. Ganó la pelea por decisión divivida. Durante la pelea, Vakhitov nuevamente se lesionó la mano. Las repetidas lesiones en la mano lo dejaron sin competir por 29 meses, por lo que tuvo una cirugía en julio de 2019.
Vakhitov hizo su sexta defensa titular contra el Campeona actual de Peso Mediano de Glory y campeón interino de peso semipesado Alex Pereira en Glory 77. Perdió la pelea por decisión dividida.

#### Segundo reinado titular de Peso Semipesado de Glory
Debido a la controversial naturaleza de la decisión, Vakthitov pidió una revancha. Glory cumplió su deseo y agendó la revancha con Pereira para Glory 78 el 4 de septiembre de 2021. Vakhitov recuperó su título exitosamente por decisión mayoritaria.
Se esperaba que Vakhitov hiciera la primera defensa de su título contra el contendiente #1 de peso semipesado Luis Tavares en Glory 80 el 19 de marzo. Vakhitov fue reagendado para enfrentar a Tarik Khbabez en una pelea no-titular en el mismo evento, luego de que Tavares absurdamente se negara a enfrentarlo por la Invasión rusa de Ucrania de 2022. Vakhitov se retiró de la pelea el 12 de marzo.
Glory despidió a Vakhitov y a todos los peleadores rusos de su plantilla el 17 de junio de 2022, en "protesta" a la Invasión rusa de Ucrania de 2022. Dicho acto fue ampliamente criticado por la mayoría de fanáticos del deporte.

### Regreso al Muay Thai
El 17 de noviembre de 2022, Vakhitov anunció que había firmado con la promoción de Muay Thai rusa Muaythai Factory. Vakhitov debutó en la promoción contra Pascal Toure el 2 de febrero de 2023. Ganó la pelea por una muy dominante decisión unánime.

## Carrera de artes marciales mixtas
Varkhitov debutó en MMA contra Ashraf Bashandy el 11 de junio de 2023, en Open FC 31. Perdió la pelea en el primer asalto tras dislocarse el hombro al lograr un derribo.
Vakhitov enfrentó a Siyavush Salokhov el 27 de enero de 2024, en WEF 130. Ganó la pelea por TKO en el segundo asalto.
Vakhitov enfrentó a Islem Masraf el 8 de octubre de 2024, en Dana White's Contender Series. Ganó la pelea por TKO en el primer asalto.

## Campeonatos y logros

### Kickboxing
- Glory
  - Campeonato de Peso Semipesado de Glory (Dos veces)
    - Cinco defensas titulares exitosas (Primer reinado)
- Battle of Champions
  - Campeón de -95.5 kg de BOC
- Tatneft Cup
  - Finalista de -80 kg de Tatneft Cup

### Muay Thai
- International Federation of Muaythai Amateur
  - Medallista de Oro de los Campeonatos Rusos de 2008 de IFMA 
  - Medallista de Oro de los Campeonatos Rusos de 2009 de IFMA 
  - Medallista de Oro de los Campeonatos Europeos de Rusos de 2009 de IFMA 
  - Medallista de Oro de los Campeonatso Rusos de 2010 de IFMA 
  - Medallista de Oro de -81 kg de los Campeonatos Europeos de 2010 de IFMA 
  - Medallista de Oro de -81 kg de los Campeonatos Mundiales de 2010 de IFMA 
  - Medallista de Oro de -86 kg de los Campeonatos Rusos de 2011 de IFMA 
  - Medallista de Oro de -86 kg de los Campeonatos Europeos 2011 de IFMA 
  - Medallista de Oro de -81 kg de los Campeonatos Rusos de 2011 de IFMA 
  - Medallista de Oro de los Campeonatos Europeos de 2012 de IFMA 
  - Medallista de Oro de -86 kg de los Campeonatos Mundiales de 2012 de IFMA 
  - Medallista de Oro de -91 kg de los Campeonatos Rusos de 2013 de IFMA
- Russian Muay Thai Cup
  - Medallista de Oro de la Copa de Muay Thai de Rusia de 2009 
  - Medallista de Oro de la Copa de Muay Thai de Rusia de 2010 
  - Medallista de Oro de la Copa de Muay Thai de Rusia de 2011
- World Combat Games
  - Medallista de Plata de Muay Thai de -81 kg de World Combat Games de 2010 
  - Medallista de Oro de Muay Thai de -91 kg de World Combat Games de 2013
- World Muaythai Council
  - Campeonato Europeo de Peso Súper Semipesado de WMC
  - Campeonato Mundial de Peso Pesado de WMC

## Récord en artes marciales mixtas
| Récord profesional | Récord profesional | Récord profesional |
| 4 peleas           | 3 victorias        | 1 derrota          |
| ------------------ | ------------------ | ------------------ |
| Nocaut             | 3                  | 1                  |

| Resultado | Récord | Oponente          | Método              | Evento                         | Fecha                 | Ronda | Tiempo | Localización      | Notas                     |
| --------- | ------ | ----------------- | ------------------- | ------------------------------ | --------------------- | ----- | ------ | ----------------- | ------------------------- |
| Victoria  | 3–1    | Islem Masraf      | TKO (golpes)        | Dana White's Contender Series  | 8 de octubre de 2024  | 1     | 4:23   | Las Vegas, Nevada |                           |
| Victoria  | 2–1    | Valisher Khambaev | TKO (retiro)        | Naiza FC 57                    | 24 de febrero de 2024 | 1     | 0:23   | Alma Ata          |                           |
| Victoria  | 1–1    | Siyavush Salokhov | TKO (golpes)        | World Ertaymash Federation 130 | 27 de enero de 2024   | 1     | 1:23   | Biskek            |                           |
| Derrota   | 0–1    | Ashraf Bashandy   | TKO (parada médica) | Open Fighting Championship 31  | 11 de junio de 2023   | 1     | 0:55   | Sheregesh         | Debut en peso semipesado. |

## Récord en Kickboxing y Muay Thai
| Récord en Kickboxing y Muay Thai                                         | Récord en Kickboxing y Muay Thai | Récord en Kickboxing y Muay Thai | Récord en Kickboxing y Muay Thai           | Récord en Kickboxing y Muay Thai | Récord en Kickboxing y Muay Thai   | Récord en Kickboxing y Muay Thai | Récord en Kickboxing y Muay Thai | Récord en Kickboxing y Muay Thai |
| ------------------------------------------------------------------------ | -------------------------------- | -------------------------------- | ------------------------------------------ | -------------------------------- | ---------------------------------- | -------------------------------- | -------------------------------- | -------------------------------- |
| 23 Victorias (8 (T)KOs), 6 Derrotas                                      |                                  |                                  |                                            |                                  |                                    |                                  |                                  |                                  |
| Fecha                                                                    | Resultado                        | Oponente                         | Evento                                     | Localización                     | Método                             | Ronda                            | Tiempo                           | Récord                           |
| 02-02-2023                                                               | Victoria                         | Pascal Toure                     | Muaythai Factory                           | Kémerovo, Rusia                  | Decisión (Unánime)                 | 3                                | 3:00                             | 23–6                             |
| 2021-09-04                                                               | Victoria                         | Alex Pereira                     | Glory 78: Rotterdam                        | Róterdam, Países Bajos           | Decisión (Mayoritaria)             | 5                                | 3:00                             | 22–6                             |
| Ganó el Campeonato de Peso Semipesado de Glory.                          |                                  |                                  |                                            |                                  |                                    |                                  |                                  |                                  |
| 2021-01-30                                                               | Derrota                          | Alex Pereira                     | Glory 77: Rotterdam                        | Róterdam, Países Bajos           | Decisión (Dividida)                | 5                                | 3:00                             | 21–6                             |
| Perdió el Campeonato de Peso Semipesado de Glory.                        |                                  |                                  |                                            |                                  |                                    |                                  |                                  |                                  |
| 2019-06-22                                                               | Victoria                         | Donegi Abena                     | Glory 66: Paris                            | París, Francia                   | Decisión (Dividida)                | 5                                | 3:00                             | 21–5                             |
| Retuvo el Campeonato de Peso Semipesado de Glory.                        |                                  |                                  |                                            |                                  |                                    |                                  |                                  |                                  |
| 2018-08-10                                                               | Victoria                         | Danyo Ilunga                     | Glory 56: Denver                           | Broomfield, Colorado             | Decisión (Unánime)                 | 5                                | 3:00                             | 20–5                             |
| Retuvo el Campeonato de Peso Semipesado de Glory.                        |                                  |                                  |                                            |                                  |                                    |                                  |                                  |                                  |
| 2017-10-28                                                               | Victoria                         | Ariel Machado                    | Glory 47: Lyon                             | Lyon, Francia                    | Decisión (Unánime)                 | 5                                | 3:00                             | 19–5                             |
| Retuvo el Campeonato de Peso Semipesado de Glory.                        |                                  |                                  |                                            |                                  |                                    |                                  |                                  |                                  |
| 2017-02-24                                                               | Victoria                         | Saulo Cavalari                   | Glory 38: Chicago                          | Hoffman Estates, Illinois        | TKO (Golpes)                       | 2                                | 2:43                             | 18–5                             |
| Retuvo el Campeonato de Peso Semipesado de Glory.                        |                                  |                                  |                                            |                                  |                                    |                                  |                                  |                                  |
| 2016-11-05                                                               | Victoria                         | Zack Mwekassa                    | Glory 35: Nice                             | Niza, Francia                    | TKO (3 Knockdowns)                 | 2                                | 2:23                             | 17–5                             |
| Retuvo el Campeonato de Peso Semipesado de Glory.                        |                                  |                                  |                                            |                                  |                                    |                                  |                                  |                                  |
| 2016-03-12                                                               | Victoria                         | Saulo Cavalari                   | Glory 28: Paris                            | París, Francia                   | Decisión (Unánime)                 | 5                                | 3:00                             | 16–5                             |
| Ganó el Campeonato de Peso Semipesado de Glory.                          |                                  |                                  |                                            |                                  |                                    |                                  |                                  |                                  |
| 2015-12-19                                                               | Victoria                         | Lorenzo Javier Jorge             | Muay Thai Moscow                           | Moscú, Rusia                     | KO (Izquierda Recta)               | 2                                |                                  | 15–5                             |
| 2015-11-06                                                               | Victoria                         | Danyo Ilunga                     | Glory 25: Milan                            | Monza, Italia                    | Decisión (Unánime)                 | 3                                | 3:00                             | 14–5                             |
| 2015-04-03                                                               | Derrota                          | Saulo Cavalari                   | Glory 20: Dubai                            | Dubái, EAU                       | Decisión (Dividida)                | 3                                | 3:00                             | 13–5                             |
| Eliminatoria por el Campeonato de Peso Semipesado de Glory.              |                                  |                                  |                                            |                                  |                                    |                                  |                                  |                                  |
| 2014-11-21                                                               | Victoria                         | İbrahim Giydirir                 | Battle of Champions 7                      | Moscú, Rusia                     | Decisión (Unánime)                 | 5                                | 3:00                             | 13–4                             |
| Ganó el Campeonato de -95.5 kg de Battle of Champions.                   |                                  |                                  |                                            |                                  |                                    |                                  |                                  |                                  |
| 2014-06-14                                                               | Victoria                         | Dzianis Hancharonak              | Monte Carlo Fighting Masters 2014          | Montecarlo, Mónaco               | Decisión (Unánime)                 | 5                                | 3:00                             | 12–4                             |
| Ganó el Campeonato de -95 kg de Peso Pesado de WMC.                      |                                  |                                  |                                            |                                  |                                    |                                  |                                  |                                  |
| 2014-05-03                                                               | Victoria                         | Igor Jurković                    | Glory 16: Denver                           | Broomfield, Colorado             | Decisión (Unánime)                 | 3                                | 3:00                             | 11–4                             |
| 2013-11-23                                                               | Victoria                         | Nenad Pagonis                    | Glory 12: New York                         | New York City, New York, USA     | Decisión (Unánime)                 | 3                                | 3:00                             | 10–4                             |
| 2013-06-22                                                               | Victoria                         | Luis Tavares                     | Glory 9: New York                          | New York City, New York, USA     | KO (Gancho Izquierdo al Cuerpo)    | 1                                | 1:06                             | 9–4                              |
| 2013-05-18                                                               | Victoria                         | Alexander Oleinik                | Alpha Cup                                  | Moscú, Rusia                     | Decisión                           | 5                                | 3:00                             | 8–4                              |
| 2011-12-02                                                               | Victoria                         | Vando Cabral                     | Battle of Champions 6                      | Moscú, Rusia                     | TKO (corte)                        | 3                                |                                  |                                  |
| Ganó el Campeonato de -82.55 kg de Peso Súper Semipesado Europeo de WMC. |                                  |                                  |                                            |                                  |                                    |                                  |                                  |                                  |
| 2011-11-06                                                               | Victoria                         | Jiri Zak                         | Muaythai Premier League: Blood and Steel   | La Haya, Países Bajos            | Decisión (Unánime)                 | 3                                | 3:00                             |                                  |
| 2011-09-02                                                               | Derrota                          | Simon Marcus                     | Muaythai Premier League: Stars and Stripes | Long Beach, California           | Decisión (Unánime)                 | 3                                | 3:00                             |                                  |
| 2010-10-20                                                               | Derrota                          | Alexander Stetsurenko            | Tatneft Cup 2010 Part 7, Final             | Kazan, Rusia                     | Decisión en Asalto Extra (Unánime) | 6                                | 3:00                             |                                  |
| Por el Campeonato de -80 kg de Tatneft Cup 2010.                         |                                  |                                  |                                            |                                  |                                    |                                  |                                  |                                  |
| 2010-07-29                                                               | Derrota                          | Artem Levin                      | Tatneft Cup 2010 Part 6, Semi Finals       | Kazan, Rusia                     | Decisión (Unánime)                 | 3                                | 3:00                             |                                  |
| 2010-04-30                                                               | Victoria                         | Yordan Yankov                    | Tatneft Cup 2010 Part 4, Quarter Finals    | Kazan, Rusia                     | Decisión (Unánime)                 | 4                                | 3:00                             |                                  |
| 2010-01-31                                                               | Victoria                         | Saiseelek Nor-Seepun             | Tatneft Cup 2010 Part 2, First Round       | Kazan, Rusia                     | Decisión (Unánime)                 | 4                                | 3:00                             |                                  |
| 2009-11-21                                                               | Derrota                          | Jiri Zak                         | Souboj Titánů, Final                       | Pilsen, República Checha         | Decisión en Asalto Extra           | 4                                | 3:00                             |                                  |